# نظام المعلومات الوراثية الموسع اصطناعيا
نظام المعلومات الوراثية الموسع اصطناعيا
نظام المعلومات الوراثية الموسع اصطناعيا (أيجيس) (بالإنجليزية: Artificially Expanded Genetic Information System (AEGIS))‏ هي تجربة حياة اصطناعية تجري في مختبرات المؤسسة التطبيقية الجزيئية للتطور في غاينسفيل ، فلوريدا. ويستخدم النظام اثني عشر من الأحماض النووية، بما في ذلك أربعة وجدت في الحمض النووي ، في الشفرة الوراثية ، و تسنتنسخ عبر البي سي ار. هذا النظام هو أنها يحاول أن يكون قادر على تحقيق نظرية التطور الداروينية.
أيجيس البحوث هو نتيجة لمشروع ممول من وكالة ناسا في محاولة لفهم كيفية الحياة خارج الأرض قد طورت هذا ان وجدت.